# Gala de Premiación de la Superliga Femenina de Ecuador
La Mejor Futbolista Ecuatoriana del Año es un premio anual concedido por la Federación Ecuatoriana de Fútbol a la mejor jugadora de fútbol profesional ecuatoriano, según su desempeño durante el periodo de un año natural. Esta premiación se la conoce como la Gala de Premiación de la Superliga Femenina de Ecuador debido a que las futbolistas elegibles son aquellas que reúnen siendo el requisito para obtener el galardón el haber tenido en el año una participación excelente, que lo haga destacar de entre todos sus pares. La ganadora puede ser ecuatoriana o extranjera.
Comenzó a ser entregado de forma oficial a partir del 2021 por medio de un jurado por parte de la Federación Ecuatoriana de Fútbol . La elección se lleva a cabo durante el transcurso los primeros dos meses de cada año.

## Ganadoras

### Premio otorgado por la Federación Ecuatoriana de Fútbol
| Año  | Jugadora      | Club             |
| ---- | ------------- | ---------------- |
| 2020 | Jessy Caicedo | Ñañas            |
| 2021 | Erika Gracia  | Deportivo Cuenca |
| 2022 | Sayana Chano  | Deportivo Ibarra |